# Принс-Альберт (національний парк)
Національний парк «Принс-Альберт» (англ. Prince Albert National Park, фр. Parc national de Prince Albert) — національний парк в провінції Саскачеван, заснований у 1913 році. Парк розташований на північ від міста Принс-Альберт та площею 3 874 кв. км. Головний комерційний центр парку — містечко Васкасу, над озером Васкасу.
Британський письменник Сіра сова походженням із території парку.  
Фауна парку включає рівнинних бізонів (англ. plains bison) підвид американських бізонів: у 2007 популяція цих тварин — 400 особин. Також тут мешкають вапіті (англ. elk), північні олені, лосі, чорнохвості та білохвості олені, звичайний вовк, американські чорні ведмеді, бобри і американські бабаки.